# Gerhart Baum
Pour les articles homonymes, voir Baum.
Gerhart Rudolf Baum, né à Dresde le 28 octobre 1932 et mort le 15 février 2025 à Cologne, est un homme politique allemand membre du Parti libéral-démocrate (FDP).
Après avoir été président fédéral des Jeunes démocrates entre 1966 et 1968, il occupe de 1978 à 1982 le poste de ministre fédéral de l'Intérieur dans la coalition sociale-libérale d'Helmut Schmidt, étant le dernier libéral à avoir occupé ce poste. Membre du courant social-libéral du FDP, il est connu pour son combat en faveur des libertés individuelles qui le conduit à intenter de multiples recours devant le Tribunal constitutionnel fédéral contre les lois de sécurité et de lutte contre le terrorisme.

## Biographie

### Formation et carrière
Après avoir passé son Abitur en 1954, Gerhart Baum intègre l'université de Cologne pour y accomplir des études supérieures de droit, qu'il achève en 1957 par l'obtention de son premier diplôme juridique d'État. Il décroche le second quatre ans plus tard.
Il s'établit alors comme avocat à Cologne, puis travaille au sein de la direction générale de la confédération des associations d'employeurs allemands (BDA) de 1962 à 1972. Il exerce de nouveau sa profession initiale depuis 1994, et est en 2007 associé principal du cabinet Baum, Reiter & Associés, spécialisé dans la protection des consommateurs et des investisseurs. Il a par ailleurs défendu les victimes de la catastrophe du meeting aérien sur la base de Ramstein, du crash du Concorde d'Air France ou encore les travailleurs forcés soviétiques du Troisième Reich contre le gouvernement fédéral.

### Vie familiale
Gerhart Baum est issu d'une famille bourgeoise de Dresde. À la suite du bombardement de la ville en 1945, sa mère fuit avec les enfants et s'installe à Tegernsee, puis rejoint la ville de Cologne en 1950. Son père, avocat, est décédé alors qu'il était prisonnier de l'armée soviétique.
Gerhart Baum est marié en secondes noces avec Renate Liesmann-Baum, a trois enfants issus de son premier mariage et est installé à Cologne.

### Activité politique

#### Engagement au sein du FDP
Gerhart Baum adhère au Parti libéral-démocrate (FDP) en 1954, et devient en 1966 président fédéral des Jeunes démocrates, qui constituaient jusqu'en 1983 le mouvement de jeunesse du parti, ce qui le fait entrer au comité directeur fédéral du FDP. Il renonce à ce poste deux ans plus tard et entre en 1970 au comité directeur régional de la fédération de Rhénanie-du-Nord-Westphalie.

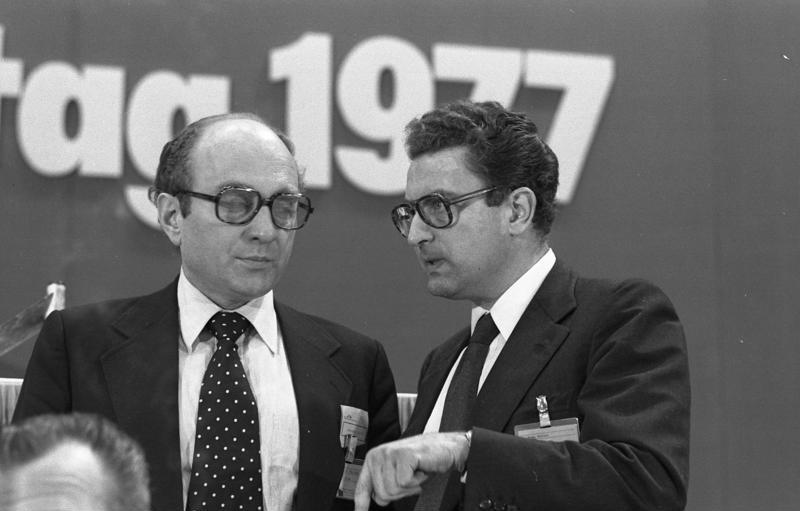
Gerhart Baum et Otto Graf Lambsdorff (à gauche) en 1977.

Élu membre de la présidence fédérale en 1978, Gerhart Baum  est désigné vice-président en 1982. En 1990, il renonce à son poste régional, puis abandonne ses fonctions fédérales l'année suivante. Au sein du FDP, il appartenait au « cercle de Freiburg », nommé ainsi en référence aux « thèses de Fribourg-en-Brisgau », adoptées au congrès fédéral de 1971 et qui mettent l'accent sur le social-libéralisme. Il appartient donc à « l'aile gauche » du parti.

#### Parcours institutionnel
En 1969, Gerhart Baum est élu au conseil municipal de Cologne et y prend la présidence du groupe FDP. Il entre au Bundestag en 1972, et devient le 15 décembre secrétaire d'État parlementaire du ministère fédéral de l'Intérieur sous la direction de Werner Maihofer. Quand celui-ci démissionne le 8 juin 1978, Gerhart Baum est choisi pour lui succéder comme ministre fédéral de l'Intérieur. À la suite de la rupture de la coalition sociale-libérale, il quitte le gouvernement le 17 septembre 1982 avec les trois autres ministres du FDP, et n'est pas reconduit à son poste dans la coalition noire-jaune formée par Helmut Kohl le 4 octobre suivant. Il est ainsi le dernier libéral à avoir été ministre de l'Intérieur d'Allemagne. Il continue de siéger au Bundestag jusqu'aux élections législatives fédérales de 1994.
Après cela, il travaille pour l'Organisation des Nations unies (ONU), notamment comme représentant pour les droits de l'homme au Soudan.

#### Un défenseur des libertés individuelles

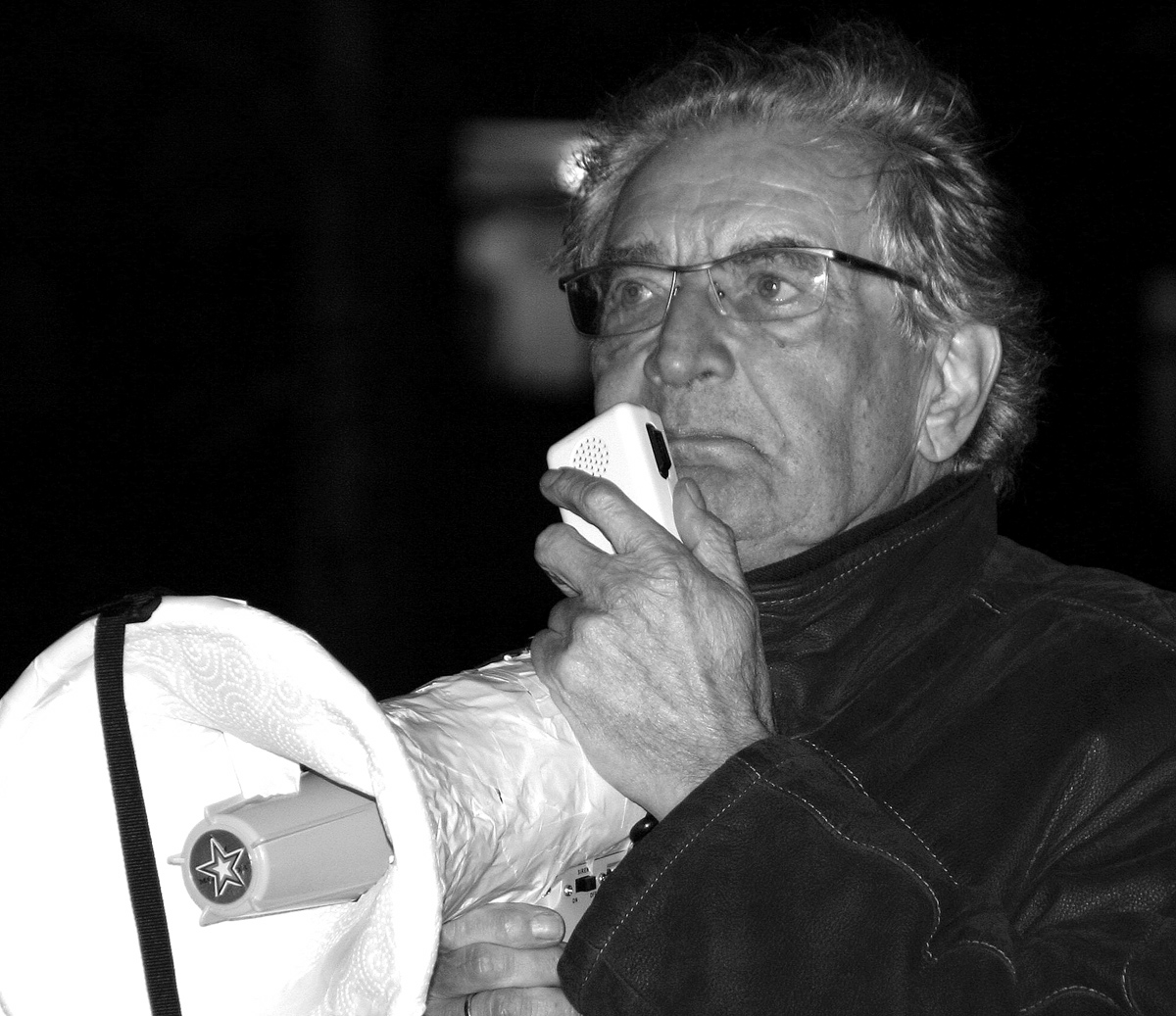
Gerhart Baum manifeste en 2007 contre la conservation des données électroniques.

En tant que tenant du social-libéralisme, Gerhart Baum est très attaché au respect et à la protection des libertés individuelles. À ce titre, il a intenté de nombreux recours devant le Tribunal constitutionnel fédéral.
Ainsi, le 3 mars 2004, il attaque, par un recours en garantie des droits fondamentaux (Verfassungsbeschwerde), la loi de lutte contre le crime organisé, qui élargit le champ des écoutes téléphoniques, afin d'obtenir la réduction de cette mesure, en particulier concernant les journalistes. Il est soutenu dans cette démarche par Sabine Leutheusser-Schnarrenberger, députée du FDP. Il agit de même contre la loi sur la sécurité de l'aviation, contestant notamment la possibilité de détruire en vol un avion civil rempli de passagers en cas de détournement. Le 15 février 2006, le Tribunal lui donne raison en estimant que le texte méconnaît le droit à la vie.
Le Tribunal accueille favorablement une autre de ses plaintes, dirigée contre une loi de Rhénanie-du-Nord-Westphalie qui autorise la « perquisition en ligne », qu'elle juge contraire à la Loi fondamentale le 27 février 2008. Enfin le 2 mars 2010, son recours contre la possibilité de conserver les données électroniques a été partiellement accepté : la haute juridiction a en effet estimé que cette disposition n'était pas en soi contraire à la Loi fondamentale, mais que le régime législatif adopté n'était pas suffisant.
Par ailleurs, il est chargé en 2008 d'enquêter, aux côtés d'Herta Däubler-Gmelin, ancienne ministre fédérale de la Justice issue du SPD, à propos du scandale de la surveillance des télécommunications dans l'affaire des données de la Deutsche Bahn. Ils ont ainsi révélé que la direction de l'entreprise filtrait 150 000 courriels par jour, entraînant la démission de Hartmut Mehdorn, président de la société, le 30 avril 2009.